# Palais de justice de Fontainebleau
Le palais de justice de Fontainebleau est un bâtiment civil du XIXe siècle à Fontainebleau, en France.

## Situation et accès
L'édifice est situé au no 159 de la rue Grande, à l'intersection avec la rue du Sergent-Perrier, au nord du centre-ville de Fontainebleau, et plus largement au sud-ouest du département de Seine-et-Marne. Un repère de nivellement placé près de la porte d'entrée à 90 centimètres au-dessus de l'arête supérieure du soubassement fait état d'une altitude de 80,563 mètres.

## Histoire
Anciennement figurait à cet emplacement l'hôtel des Fermes construit au XVIIIe siècle sous Louis XV. Sous la Restauration, il est affecté au logement des colonels des régiments de la garde.
L'ordonnance du roi no 4047 du 20 août 1833 « autorise le ministre secrétaire d'état des finances à concéder au département de Seine-et-Marne, sur prix d'estimation, l'ancien hôtel des Fermes situé à Fontainebleau, pour y établir la sous-préfecture de cette ville ». Ainsi, cet édifice du XIXe siècle accueille successivement la sous-préfecture et la gendarmerie avant que le tribunal ne s'y installe en novembre 1853,,. En outre, pour remédier à l'incohérence du nom de la place du Palais-de-Justice (actuellement place de la République) où a siégé le tribunal, elle est renommée place Centrale en juillet 1855.
Aux XXe et XXIe siècles, le tribunal est institutionnellement subdivisé en tribunal d'instance et tribunal de grande instance jusqu'en 2020 où une mesure d'échelle nationale les réunit en tribunal judiciaire.

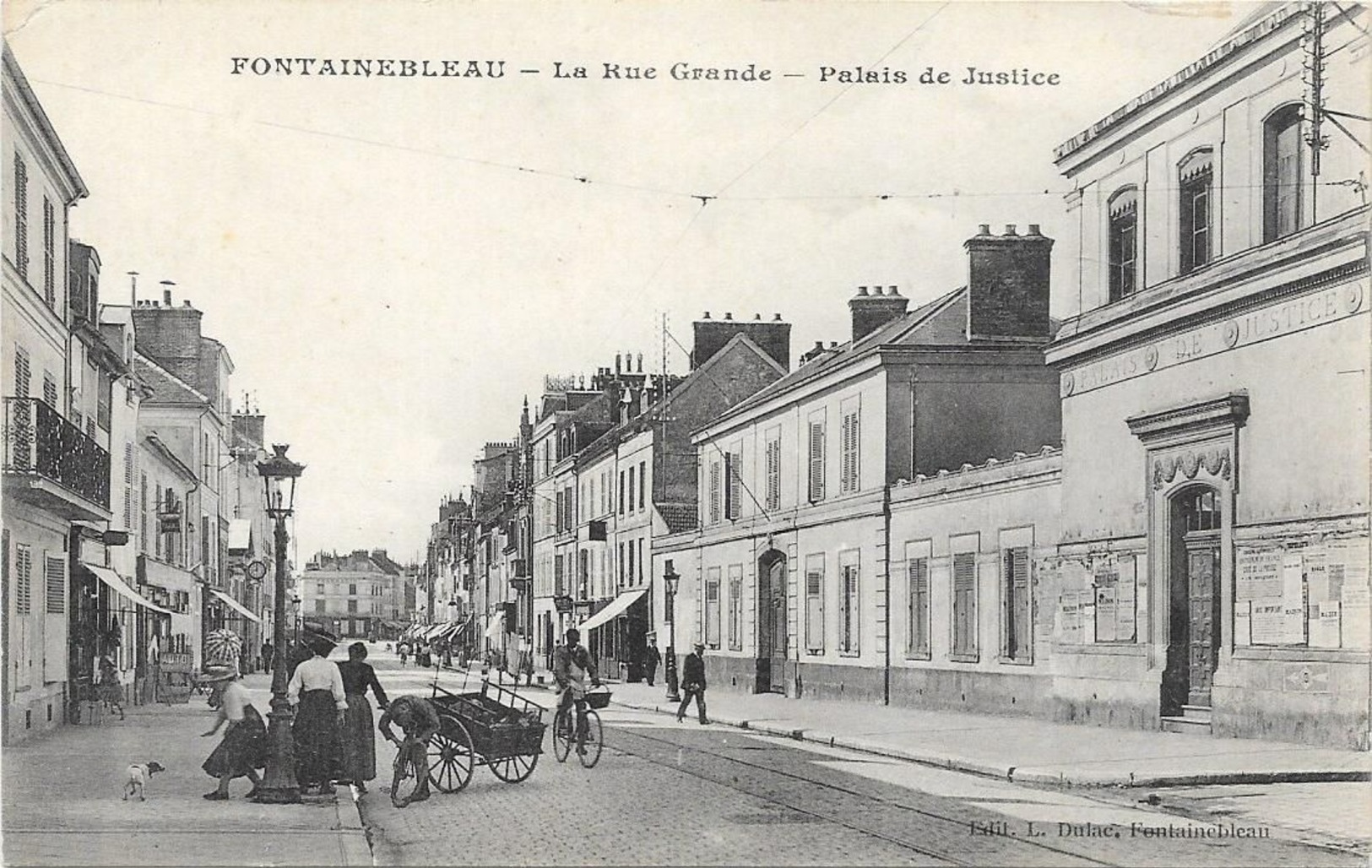
Rue Grande et palais de justice sur la droite, au tournant du XXe siècle.
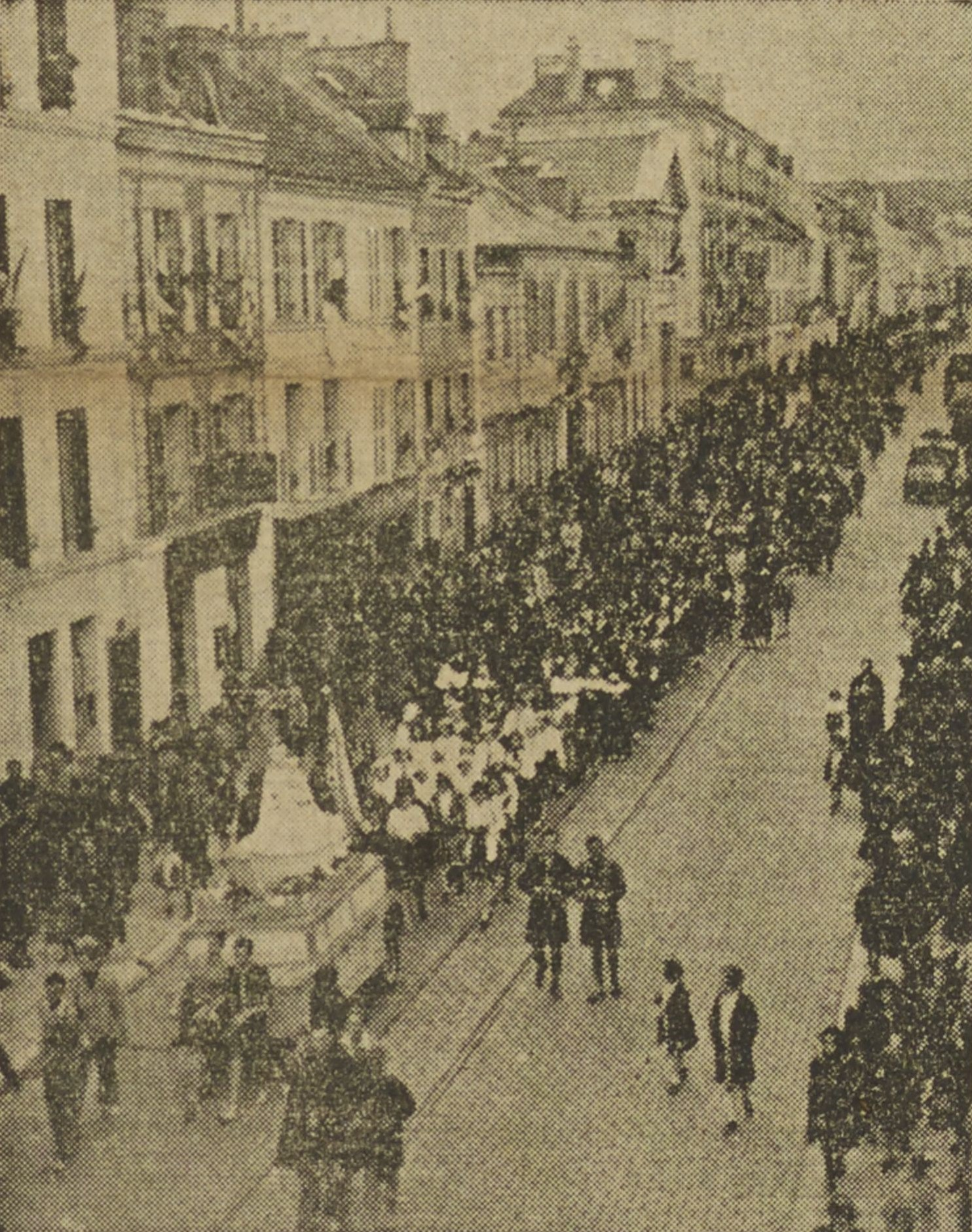
Palais de justice au fond lors du passage du cortège de la Vierge de Boulogne dans la rue Grande, en septembre 1945.

## Structure

### Typologie
Le bâtiment s'élève sur trois niveaux et occupe une surface de 2 500 m2.

### Extérieur
Les façades adoptent une teinte ocrâtre avec des ornements en blanc et des lignes de refend horizontales et continues. La porte principale en bois est encadrée d'ornementations. Au-dessus de celle-ci figure l'inscription « PALAIS DE JUSTICE », au-dessus encore, séparée par trois baies, l'inscription « LEX » dans un fronton.

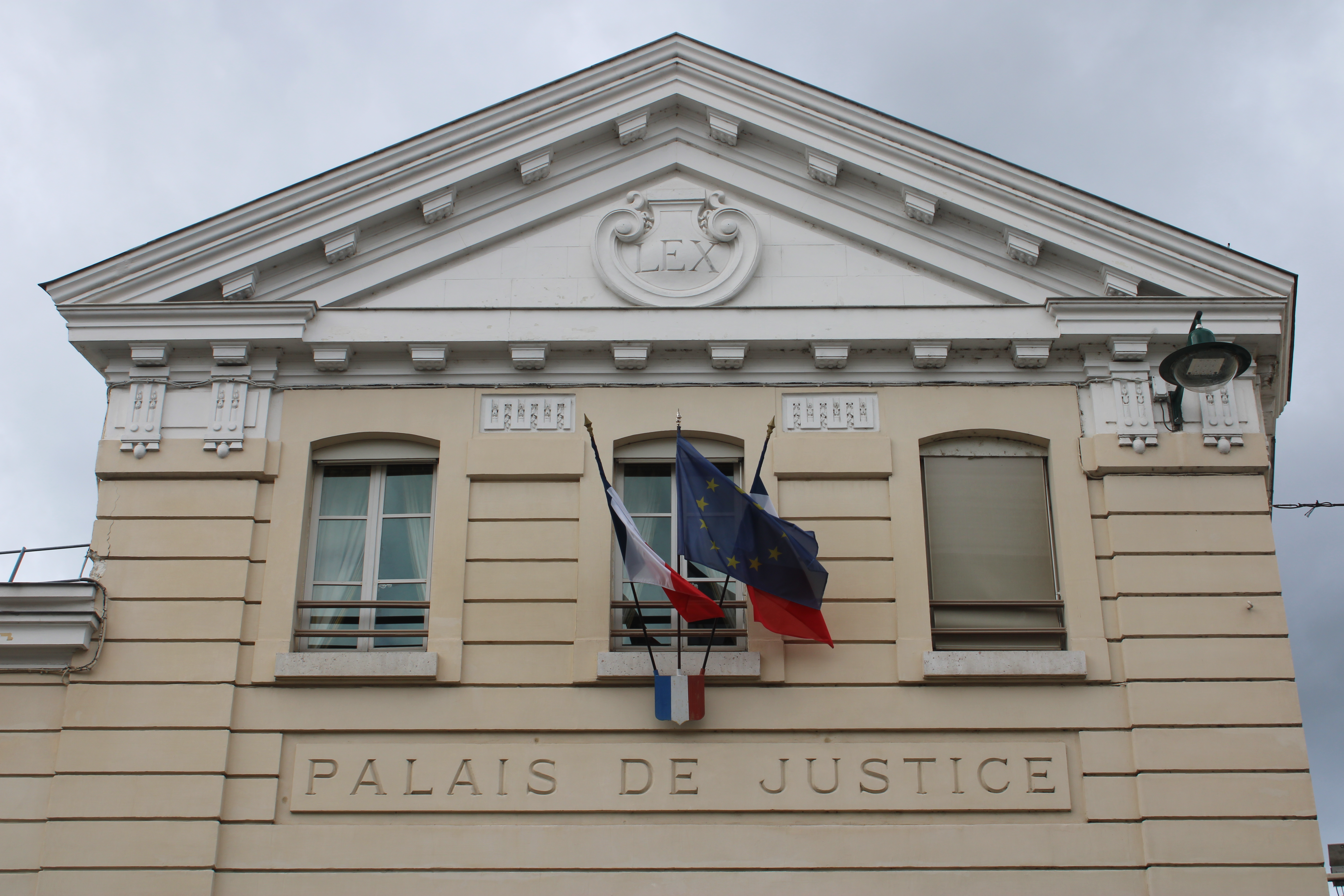
Fronton et inscription, en juin 2021.
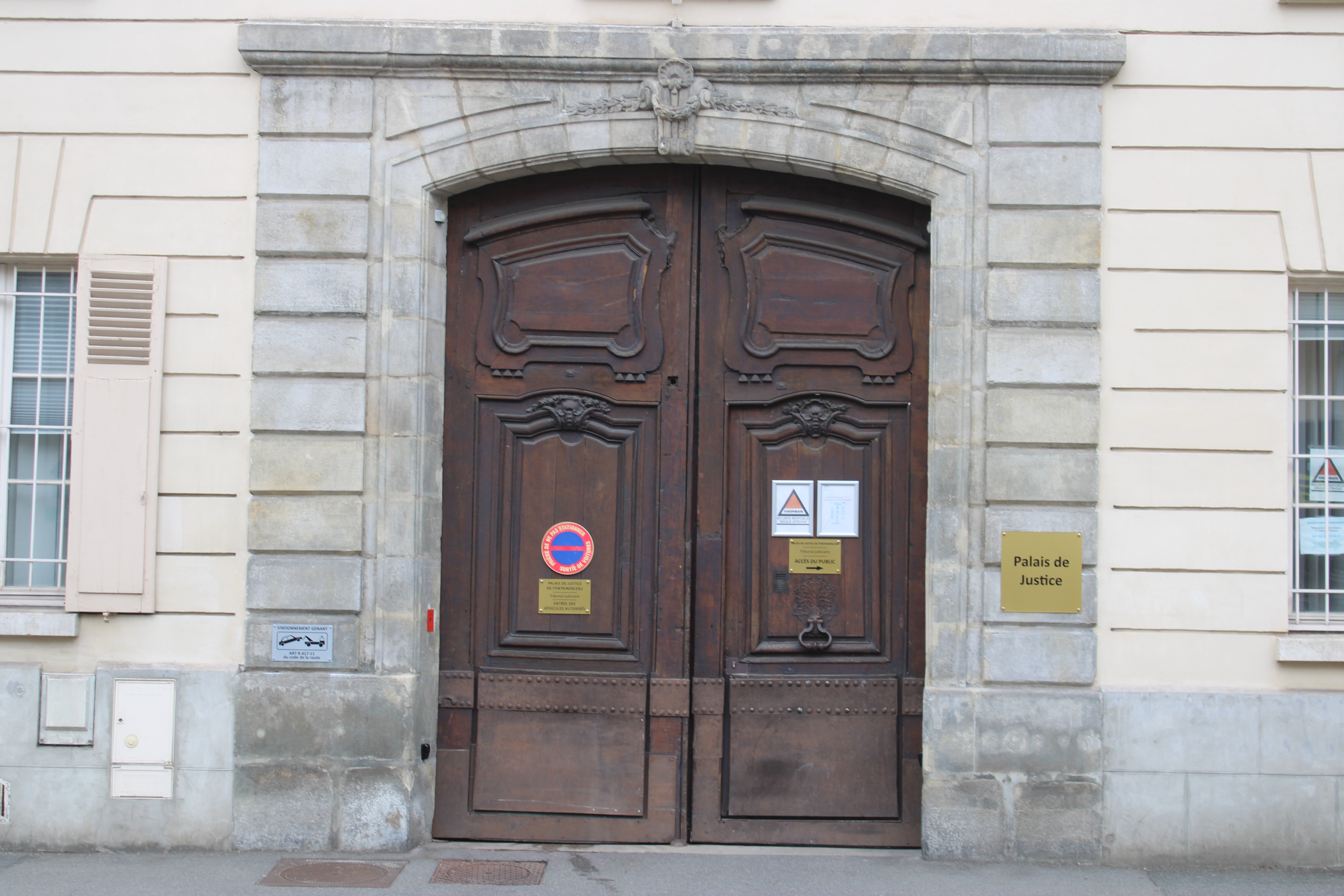
Porte secondaire qui subsiste de l'hôtel des Fermes, en juin 2021.
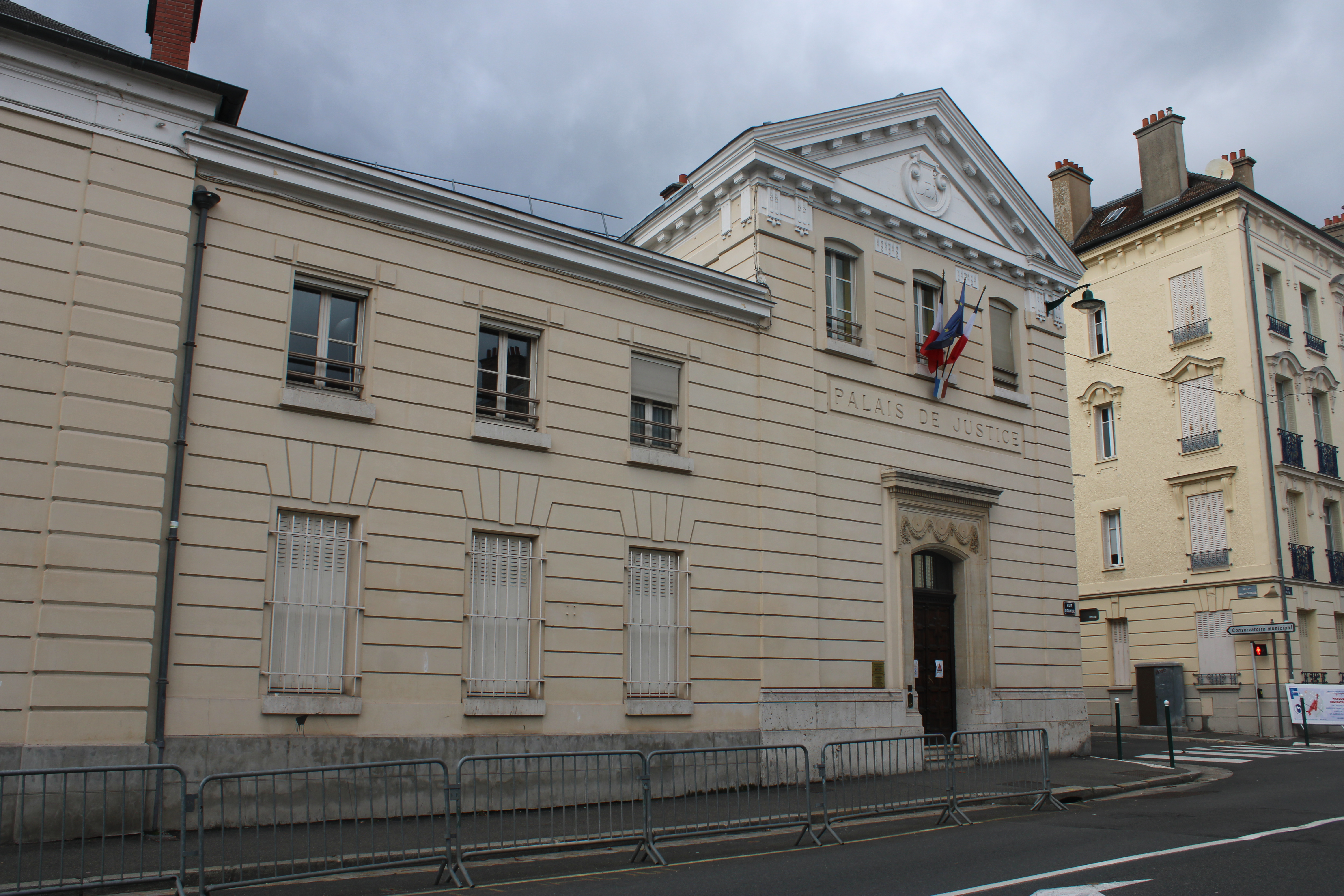
Façade depuis la rue Grande, en octobre 2020.